# Kanepi (plaats)
Kanepi (Duits: Kannapäh) is een plaats in de Estlandse gemeente Kanepi, provincie Põlvamaa. De plaats heeft de status van groter dorp of ‘vlek’ (Estisch: alevik) en telt 557 inwoners (2021). Het is de hoofdplaats van de gemeente.
Kanepi ligt aan de rivier Võhandu. Ten noorden van de plaats ligt het meer Jõksi järv (64,9 ha groot), waar de Võhandu doorheen stroomt.

## Geschiedenis
De naam Kanepi is afgeleid van kanep, het Estische woord voor hennep. In Kanepi werd op grote schaal hennep verbouwd, voornamelijk om kleding van te maken. De vlag en het wapen van de gemeente laten dan ook een hennepplant zien. De vlag en het wapen zijn in 2018 geaccepteerd na een online stemming waaraan meer dan 12.000 Esten meededen (veel meer dan het aantal inwoners van de gemeente). De gemeenteraad conformeerde zich met een kleine meerderheid aan de uitslag van de stemming.
Kanepi werd voor het eerst genoemd in 1582 onder de naam Kanapieza. In 1674 kreeg Kanepi, dat tot dan toe onder het landgoed van Piigandi viel, een kerk. Vanaf 1675 was de kerk, gewijd aan Johannes de Doper, de eigenaar van het grondgebied waarop Kanepi lag.
In de vroege 19e eeuw begon het dorp te groeien. In1804 werd in Kanepi de eerste kerspelschool (kihelkonna kool) van Estland gesticht, de voorloper van de huidige middelbare school, het Kanepi Gümnaasium. Initiatiefnemer was de lutherse pastor Johann Philipp von Roth (1754-1818), die samen met zijn zwager Gustav Adolph Oldekop in 1806 ook de eerste Estischtalige krant uitgaf: van dit Tarto maa rahwa Näddali-Leht ('Weekblad van het volk van Tartumaa') verschenen 39 nummers. Zijn kerk, de Kanepi Jaani kirik, werd tussen 1804 en 1808 gebouwd naar een ontwerp van Friedrich Siegel en in 1810 ingewijd. Het natuurstenen bouwwerk verving een houten voorganger. In 1831 ontstond een brand in de kerk nadat de bliksem was ingeslagen. De kerk in zijn huidige vorm ontstond bij een verbouwing in 1877.
Op 11 oktober 2007 gaf Estland een postzegel uit met een afbeelding van de kerk van Kanepi.

## Foto's

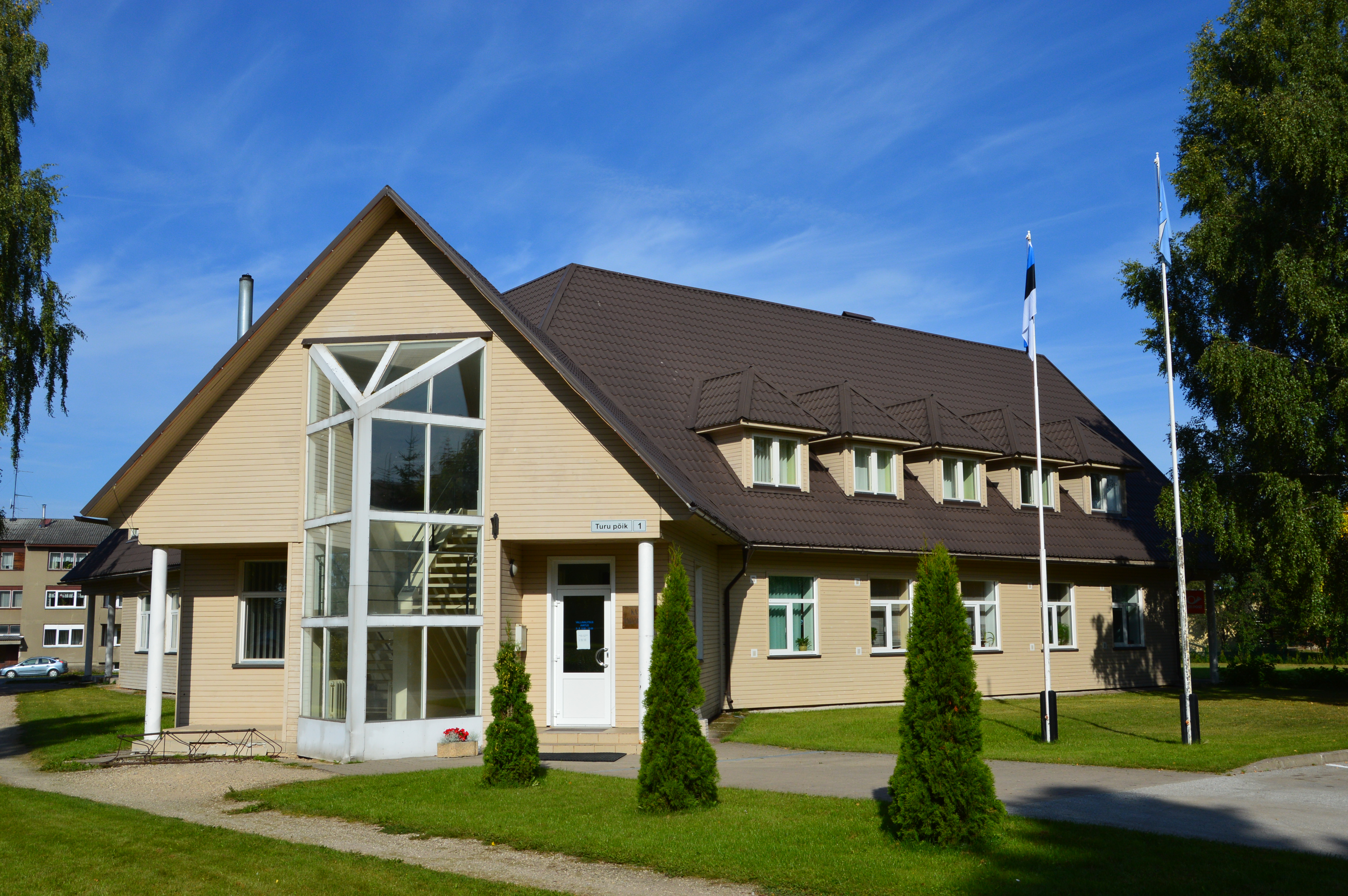
Gemeentehuis van Kanepi
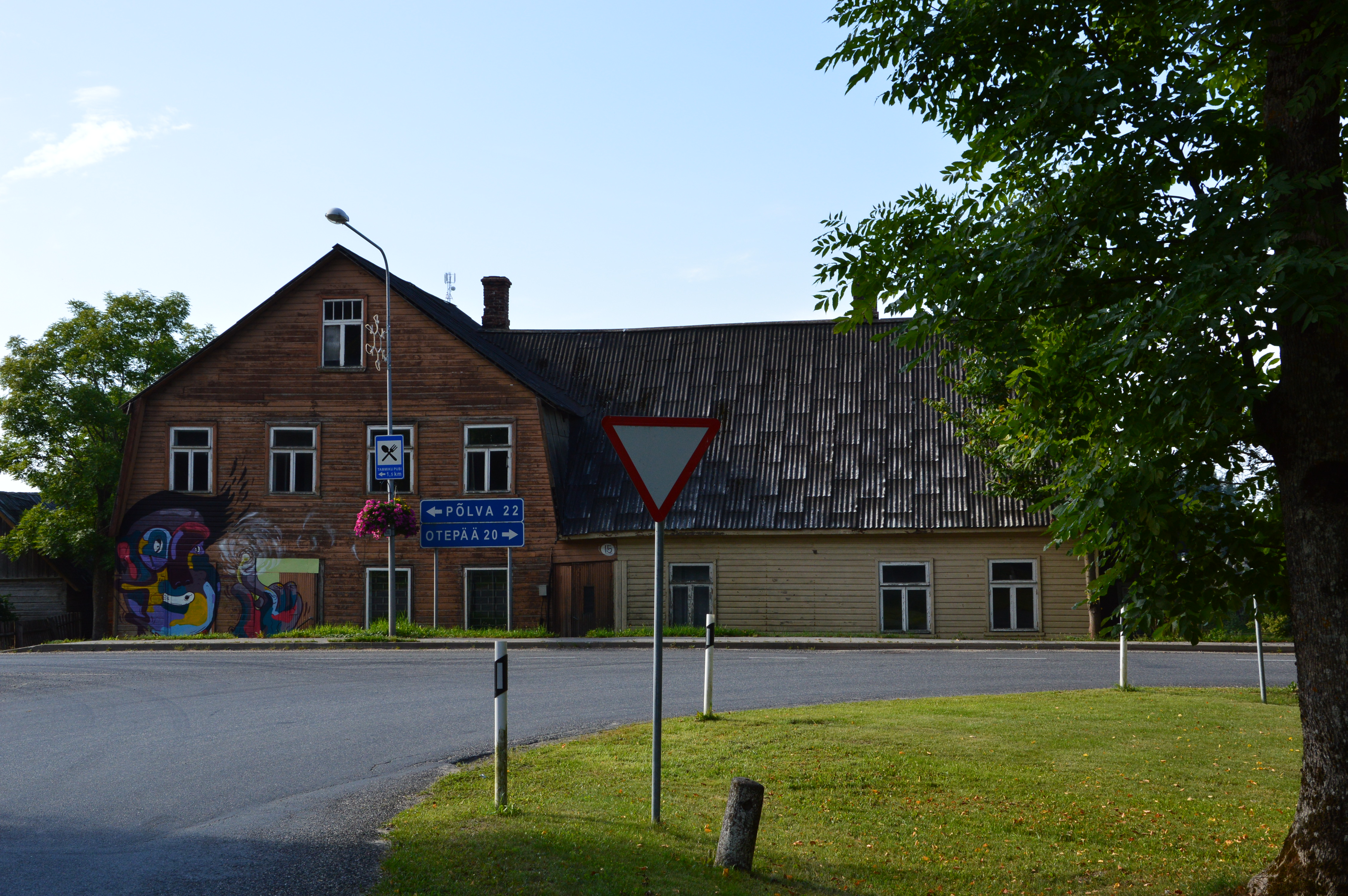
Splitsing in Kanepi
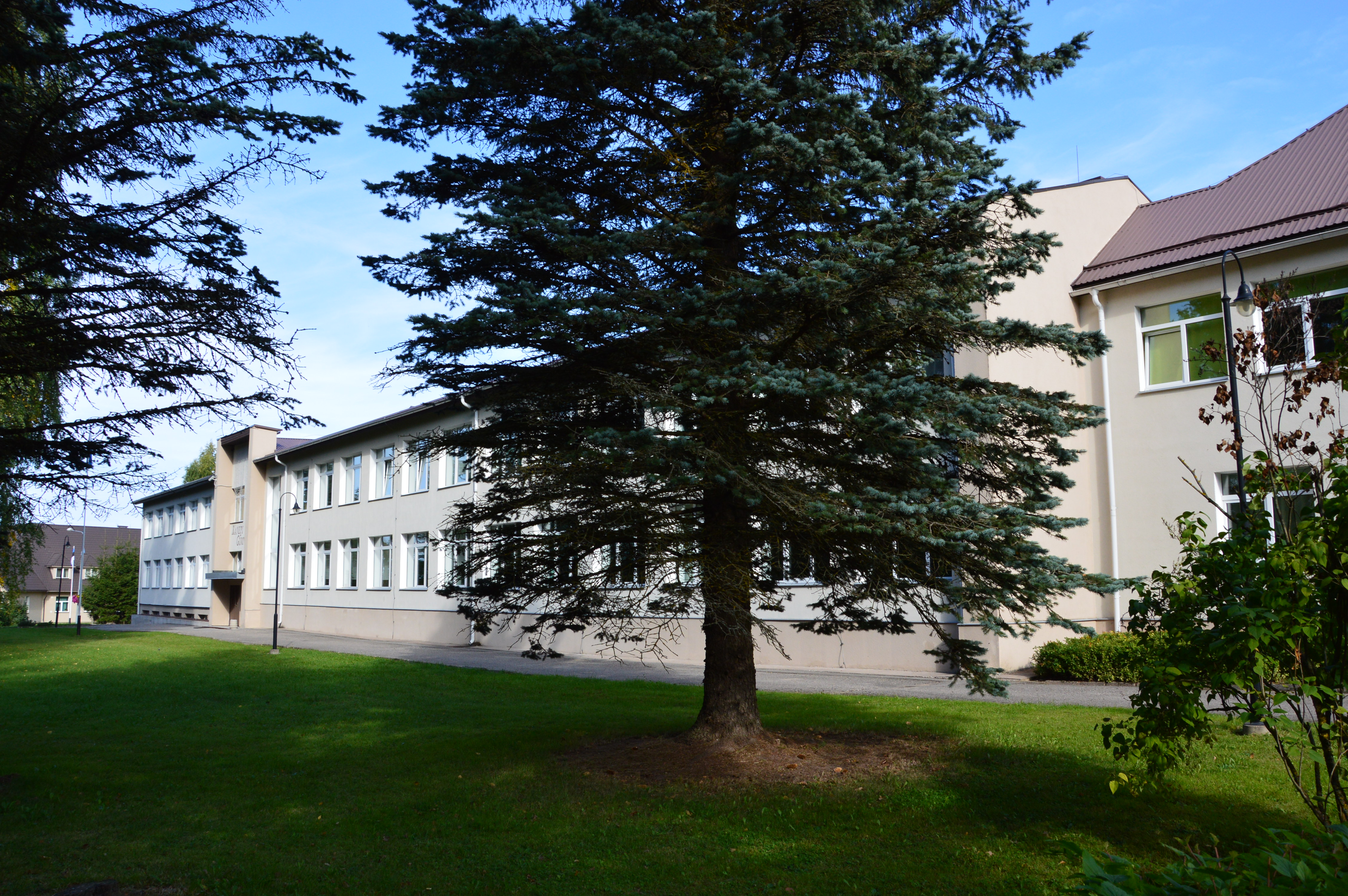
Het Kanepi Gümnaasium
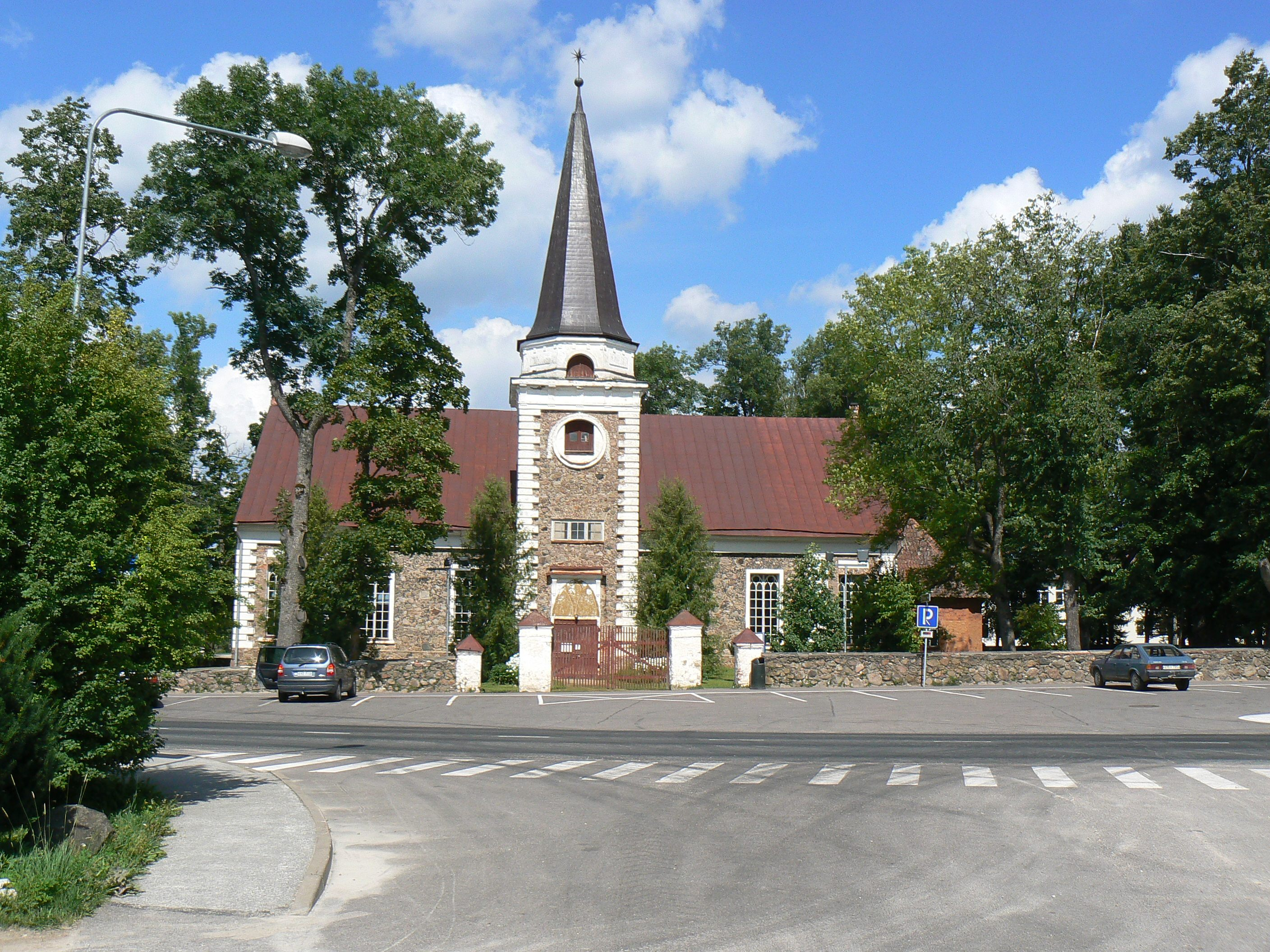
De kerk van Kanepi
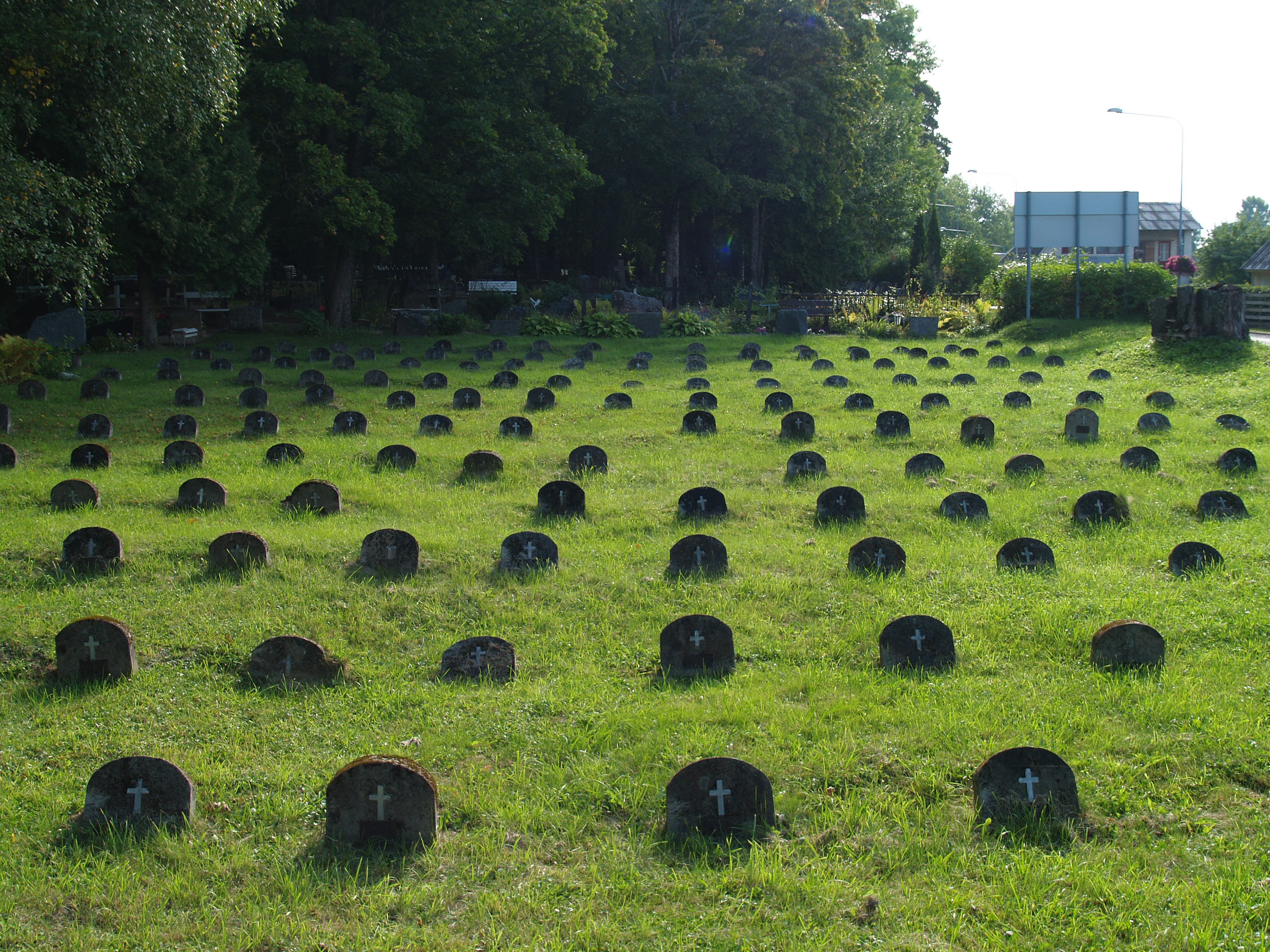
Het kerkhof van Kanepi
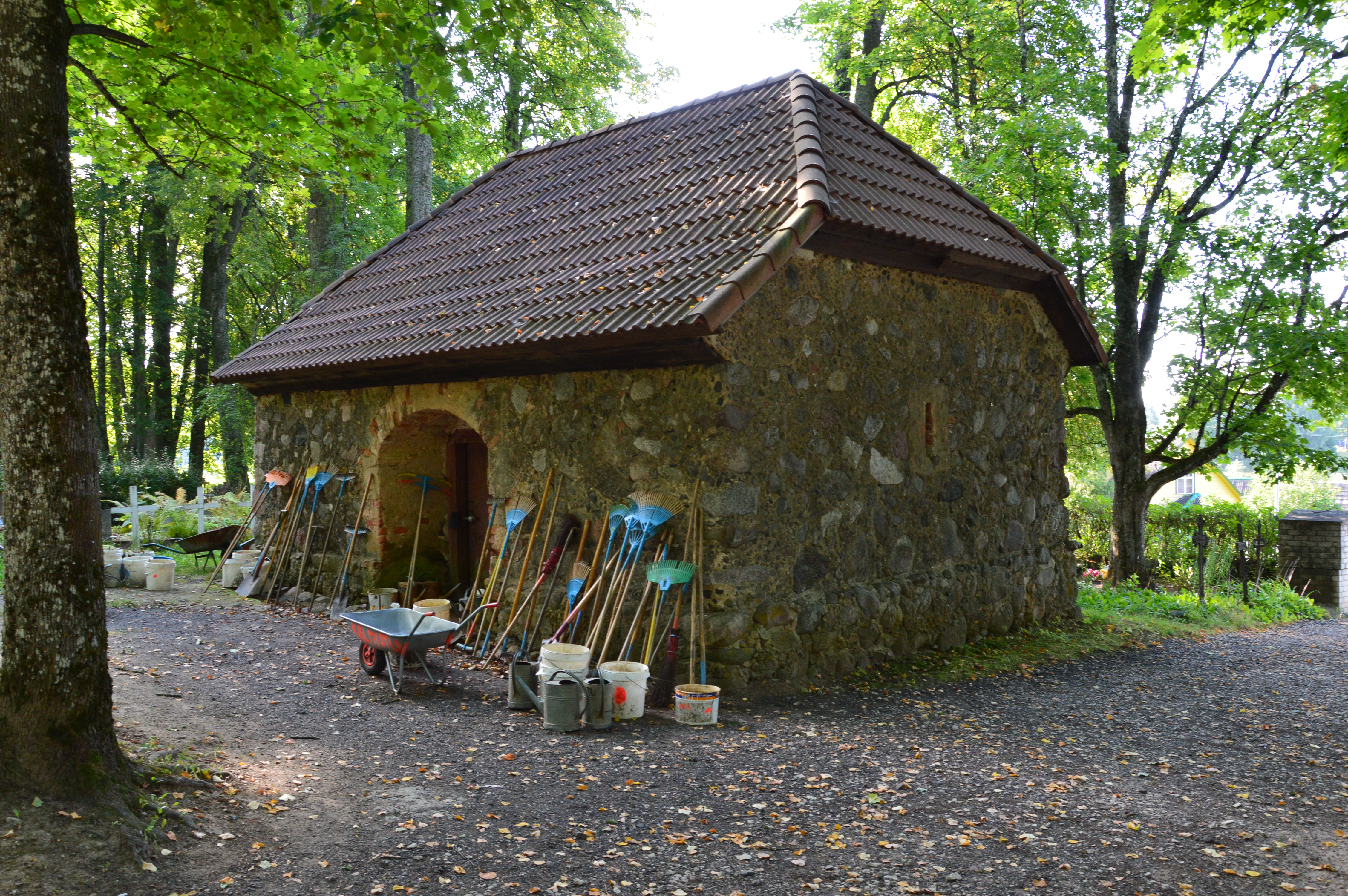
Schuurtje op het kerkhof
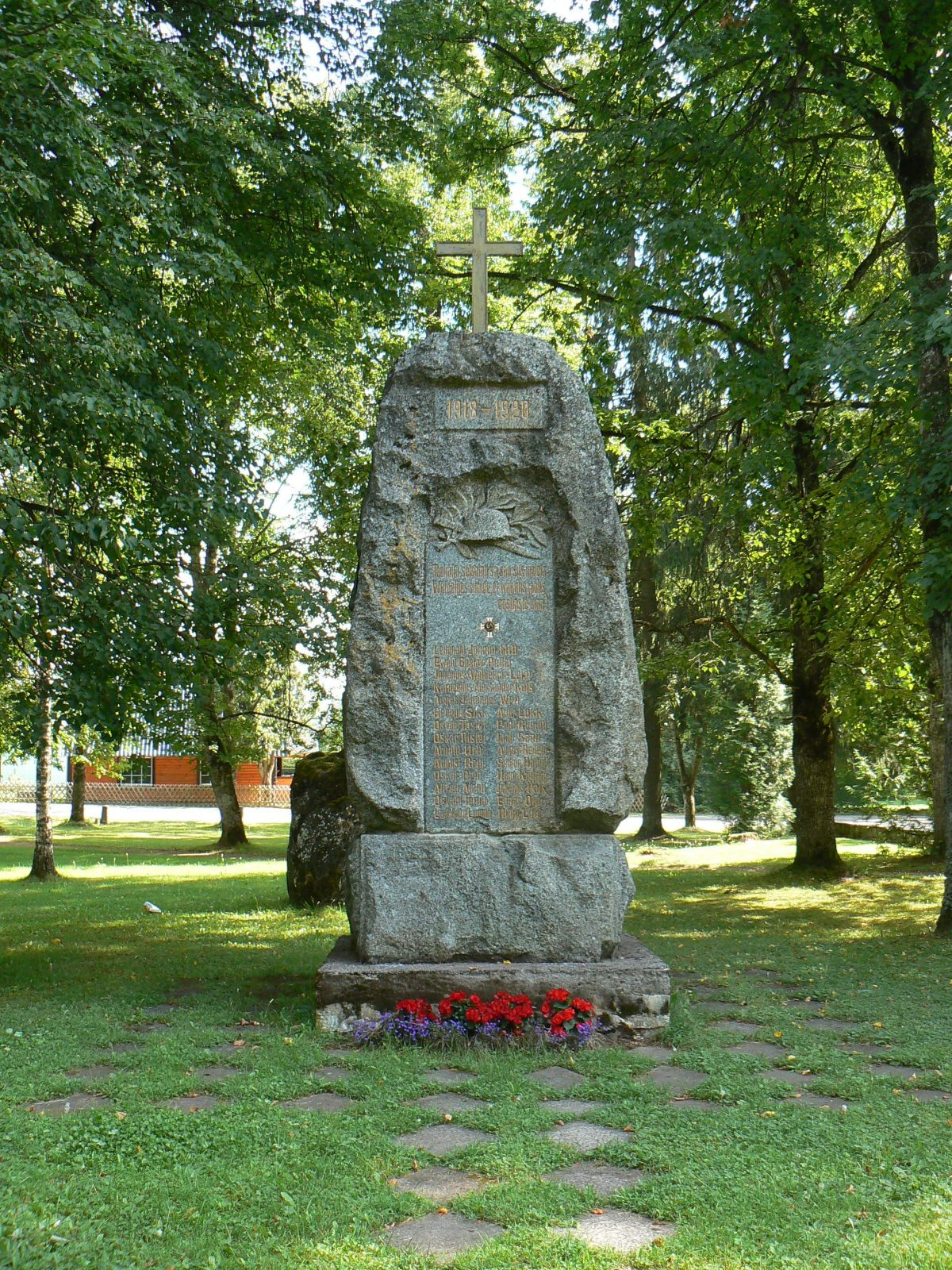
Monument voor de Estische Onafhankelijk-heidsoorlog